# ブラックボックス化
ブラックボックス化とは、科学論、科学技術社会論において制御理論やサイバネティクスに由来するブラックボックスをより社会的なプロセスにおいて抽象化した概念として用いられる表現である。ブルーノ・ラトゥールによれば、ブラックボックス化は「科学や技術の成果が、その成功それ自体によって不可視になる過程を指示する過程を指示する科学社会学の表現。機械が効率的に稼働していたり、事実に疑念の余地がない場合、インプットとアウトプットだけに焦点を当てればよく、内部の複雑な機構に着目する必要はない。したがって、逆説的ではあるが、科学や技術は、成功すればするほど、不透明で不鮮明なものになっていく。」とされる。 
技術の社会的構築主義（Social Construction of Technology: SCOT）などの科学技術研究への社会的構成主義的アプローチは、「ブラックボックスを開く」こと、または特定のシステムの内部動作を理解しようとすることを中心に展開することがよくある。 これにより、研究者は、技術の開発中に発生したイベントを具体的かつより適切に説明でき、技術変化の経験的モデルを提供する。このアプローチは、ランドン・ウィナーなどの学者から、その方法が過度に定型的であり、焦点が狭すぎると批判されてもいる。 
「ブラックボックス」の概念は、単純化に関連しているため、アクターネットワーク理論でも重要なものである。ミシェル・カロンが指摘するように、アクターネットワークは個別のエンティティまたはノードのシステムだが、それが表す現実は理論的には無限である。したがって、アクターネットワークの観点から何かを説明するには、複雑なシステムを個々のノードに単純化して、内部の動作を無視し、ネットワーク内の他のノードとの相互作用のみに焦点を当てる必要がある。ただし、単純化された「ブラックボックス」が問題のシステムのモデリングでは不十分な場合は、それを開いて「新しいアクターの群れ」を作成する必要がある。 

## 関連記事
- 盲検実験